# Marble Rocks
Marble Rocks és una gola del riu Narbada al districte de Jabalpur a Madhya Pradesh prop del poble de Bheraghat, a uns 20 km de Jabalpur. En aquest punt el riu s'estreny i corre entre altes parets de 30 metres. En un turó hi ha restes d'estàtues i un temple anomenat Chaunsath Jogini, o de "les seixante dones devotes". Bheraghat és una ciutat sagrada igual que la unió entre el riu Narbada i el seu afluent el Saraswati i una fira religiosa s'hi fa cada novembre. De les roques de la gola s'obté marbre però és tou i només serveix per a la construcció i pas per escultura; els colors del marbre són groc, rosa, blanc, gris i negre.